# Wyspa strachu (amerykański film)
Wyspa strachu (tytuł oryg. A Perfect Getaway) − amerykański film fabularny (thriller) z 2009 roku w reżyserii Davida Twohy’ego.

## Fabuła
Na hawajskiej wyspie spotykają się trzy pary, w tym Cliff i Cydney Andersonowie, odbywający podróż poślubną. Gdy okazuje się, że w okolicy grasują mordercy młodych par, na całą szóstkę pada dreszcz przerażenia. Co więcej, wszyscy zaczynają nawzajem podejrzewać się o tajemnicze zbrodnie.

## Obsada
- Timothy Olyphant – Nick
- Milla Jovovich – Cydney
- Kiele Sanchez – Gina
- Steve Zahn – Cliff
- Marley Shelton – Cleo
- Chris Hemsworth – Kale
- Anthony Ruivivar – Chronic
- Dale Dickey – Earth Momma
- Peter „Navy” Tuiasosopo – Supply Guy
- Wendy Braun – Debbie Mason

## Nagrody i wyróżnienia
- 2009, Toronto Film Critics Association Awards:
  - nominacja do nagrody TFCA w kategorii najlepszy aktor drugoplanowy (Timothy Olyphant)